# Mödling
Mödling är en stadskommun i förbundslandet Niederösterreich i nordöstra Österrike. Staden är belägen cirka 14 km söder om Wien och har 20 580 invånare (2024). Mödling är huvudort i distriktet med samma namn.